# Рованпера, Харри
Ха́рри Ро́ванпера (фин. Harri Rovanperä; родился 8 апреля 1966 года) — финский автогонщик, участник чемпионата мира по ралли (1993—2006). Чемпион Финляндии 1995 года (группа A −2000cc).
Известен по выступлениям за заводские команды SEAT (в 1997—2000 годах), Peugeot (2001—2004) и Mitsubishi (2005).
Демонстрировал хорошие результаты на этапах с гравийным и снежным покрытием. На асфальтовых ралли Рованпера не удавалось держаться в группе лидеров, что серьёзно осложняло его шансы в борьбе за высокие места в чемпионате мира.
В течение своей спортивной карьеры выступал с такими штурманами как Юха Репо и Войтто Силандер. Наиболее длительным и плодотворным было его сотрудничество с Ристо Пиетиляйненом.
Отец двукратного чемпиона мира по ралли Калле Рованпери.

## Карьера
Харри Рованпера заинтересовался ралли в 6-летнем возрасте, а в 10 лет впервые сел за руль автомобиля. Гоночную карьеру он начал, однако, в довольно позднем возрасте — в 22 года. В 1989 году Харри принял участие в Jyväskylän Talviralli, проходившем в окрестностях его родного города — Ювяскюля. Выступив в паре со штурманом Йоуни Нярхи на автомобиле Sunbeam Avenger, Рованпера занял 6-е место в молодёжном классе «B». В последующие годы Рованпера накапливал соревновательный опыт, участвуя в чемпионате Финляндии.
Дебют финского спортсмена в чемпионате мира по ралли произошёл в августе 1993 года, когда он стартовал на своём домашнем этапе, ралли «Тысяча озёр». Та гонка закончилась для него сходом с дистанции из-за технической неисправности, возникшей на его Opel Manta. Через год Рованпера выступил более успешно, приведя Mitsubishi Galant VR-4 на финиш на 12-м месте в общем зачёте и 3-м — в группе N.
Первый большой успех пришёл к Харри в 1995 году — управляя автомобилем Opel Astra GSi 16V, он выиграл чемпионат Финляндии в малой группе «a».
В 1996 году Рованпера стартовал на нескольких этапах британского раллийного чемпионата и победил на Perth Scottish Rally, прошедшем 31 мая — 1 июня в окрестностях шотландского Перта. Осенью того же года он получил приглашение выступать за заводскую команду SEAT Sport.

### Чемпионат мира по ралли

#### 1997—2000: SEAT
Получив в своё распоряжение SEAT Ibiza GTi 16V, Рованпера помог заводской команде SEAT Sport завоевать Кубок мира по ралли среди автомобильных производителей в классе F2 (автомобили с приводом на одну ось и атмосферным двигателем рабочим объёмом до 2000 см³) в 1996, 1997 и 1998 годах. В сезоне-1998 он также набрал свои первые очки в WRC благодаря финишу на 5-м месте на Ралли Сафари. В августе 1998 года Рованпера вывел на старт Ралли Финляндии полноприводную турбированную версию SEAT Córdoba категории World Rally Car, пришедшую на смену модели Ibiza.
В 1999 году финский автогонщик провёл свой первый полный сезон в мировом раллийном чемпионате. Он несколько раз финишировал в очковой зоне, а в заключительной гонке чемпионата — Ралли Великобритании — впервые в карьере занял призовое место, став третьим. В целом, переход в высшую категорию раллийных автомобилей (World Rally Car) не позволил команде SEAT оставаться на лидирующих позициях — в сравнении с соперниками модель Córdoba WRC не отличалась высокой надёжностью и конкурентоспособностью. По окончании сезона SEAT и Рованпера прекратили регулярное сотрудничество, хотя в следующем году он ещё дважды выступил за испанский гоночный коллектив. Куда более успешными стали для Харри португальский и финский этапы сезона 2000 года. Выступая на Toyota Corolla WRC за частную команду Grifone, Рованпера занимает соответственно 4-е и 3-е места, демонстрируя тем самым способность практически на равных сражаться с лидерами. Благодаря высоким результатам Рованпера удаётся подписать контракт с топ-командой Peugeot.

#### 2001—2004: Peugeot

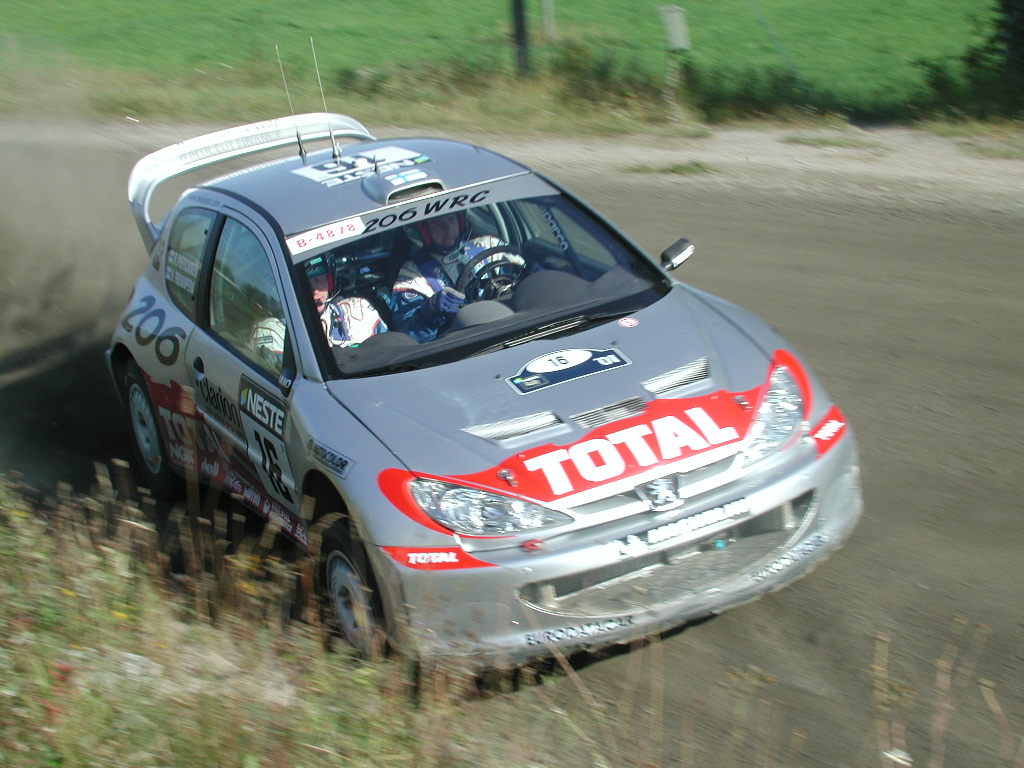
Харри Рованпера управляет автомобилем Peugeot 206 WRC на Ралли Финляндии. Август 2001 года

В заводской команде Peugeot, завоевавшей в предыдущем сезоне чемпионские титулы в личном и командном зачётах, Рованпера отводилась второстепенная роль специалиста по этапам со снежным и гравийным покрытием. Дебютная гонка в составе «французских львов» принесла ему долгожданный и заслуженный триумф — в феврале 2001 года 34-летний Рованпера и его постоянный штурман, Ристо Пиетиляйнен, выиграли снежно-ледовое Ралли Швеции, одержав тем самым свою первую (и единственную) победу на этапах чемпионата мира. В течение сезона Харри ещё четыре раза финишировал в призовой тройке и, набрав в общей сложности 36 очков (ровно столько же, сколько и лидер команды — Маркус Гронхольм), завершил чемпионат на 5-й строке личного зачёта — всего в восьми очках позади британца Ричарда Бёрнса, завоевавшего титул.
В декабре 2001 года Рованпера стал победителем традиционной Гонки чемпионов, проводимой в то время на острове Гран-Канария. В финале он выиграл у немца Армина Шварца со счётом 2:1 (два заезда проходили на раллийных автомобилях SEAT Córdoba WRC, а один — на ралли-кроссовой версии Saab 9-3 4x4). На более ранних стадиях соревнования одержал верх над бельгийцем Франсуа Дювалем (в полуфинале) и своим соотечественником Маркусом Гронхольмом (в четвертьфинале). За свою победу в личном зачёте был награждён титулом «Чемпион чемпионов» и Памятным трофеем Хенри Тойвонена.
В качестве поощрения за успешные выступления в предшествующем сезоне в 2002 году Рованпера получил возможность провести полный сезон в мировом первенстве (на асфальтовых этапах, которые всегда особенно трудно ему давались, Харри также стартовал за рулём автомобиля Peugeot 206 WRC, но представлял уже частную команду Bozian Racing). С 30 очками он завершил чемпионат на 7-м месте.
За исключением Ралли Кипра, на котором Рованпера занял 2-е место вслед за Петтером Сольбергом, сезон 2003 года был полон неудач — в пяти из девяти проведённых гонок он сходил с дистанции и в итоге закончил чемпионат за пределами первой десятки пилотов. В ноябре руководство «французских львов» объявило о расторжении контракта с финским спортсменом.
К моменту начала следующего чемпионата у Рованпера не было соглашения ни с одной из команд. В феврале 2004 года коллектив Peugeot, однако, вновь призвал его под свои знамёна, и он выступил за рулём Peugeot 307 WRC на 11 гравийных этапах. Несмотря на то, что на новом автомобиле, созданном на базе купе-кабриолета 307 CC, неоднократно происходили технические неполадки (особенно часто выходили из строя гидроусилитель руля и коробка передач), Харри удалось продемонстрировать ряд высоких результатов и завершить сезон на 8-й позиции. В декабре Рованпера перешёл в заводскую команду Mitsubishi, где ему была отведена роль лидера и предоставлена возможность проехать все 16 этапов.

#### 2005—2006: Mitsubishi и Škoda

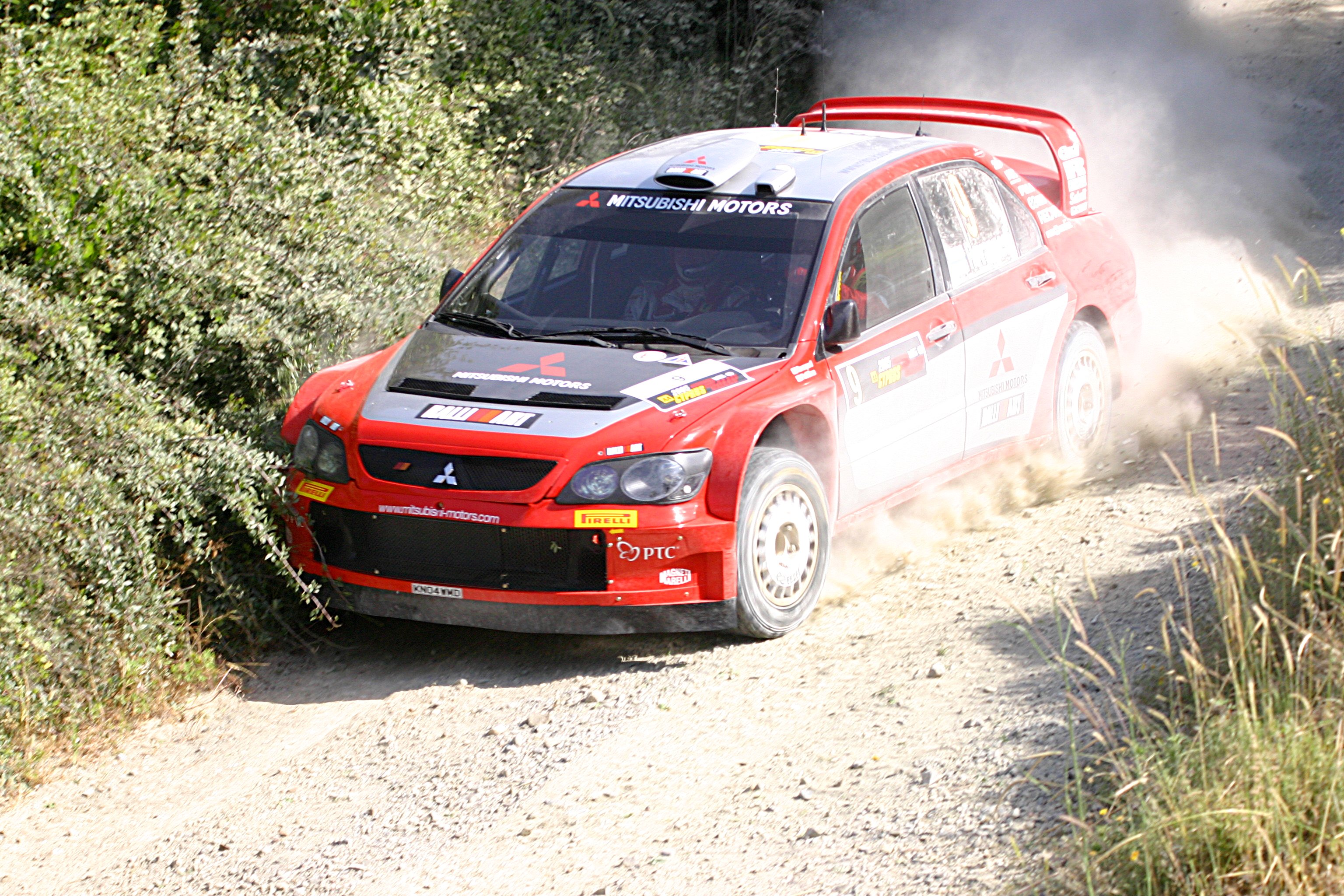
Mitsubishi Lancer WRC 05 под управлением Харри Рованпера во время Ралли Кипра. Май 2005 года

На протяжении всего 2005 года Рованпера, будучи первым номером «Трёх бриллиантов», выступал достаточно стабильно — в 14 из 16 гонок он доезжал до финиша, в десяти из них набирал очки и по итогам чемпионата разместился на 7-й строке личного зачёта. В середине декабря команда Mitsubishi покинула чемпионат мира, и Рованпера временно остался без работы.
Пропустив начало 2006 года, Харри вернулся в мировое первенство в последних числах марта. Подписав контракт с полузаводской командой Red Bull Škoda, финский гонщик проехал шесть европейских этапов. Сезон выдался откровенно слабым — на абсолютно неконкурентоспособном автомобиле Škoda Fabia WRC Рованпера обычно финишировал во втором десятке и не смог набрать ни одного зачётного очка. После 2006 года он больше не участвовал в чемпионате мира по ралли.

### После чемпионата мира по ралли
В 2007 году Харри Рованпера принимал участие в чемпионате Финляндии по ралли-кроссу. В течение сезона он выступал на двух разных автомобилях — Ford Focus и Volvo S40. На обеих машинах зачастую возникали технические неисправности, мешавшие показать достойный результат.
Впоследствии Рованпера также испытал свои силы в гонках по бездорожью, выступив на нескольких ралли-рейдах в Мексике и США.
В 2013 году по приглашению латвийской команды RE Autoclub Рованпера принял участие в первом этапе чемпионата России по ралли-рейдам — бахе «Северный лес», прошедшей 15—16 февраля в Ленинградской области. Харри управлял внедорожником Mitsubishi Pajero L2 и занял 9-е место в общем зачёте.

## Результаты выступлений в чемпионате мира по ралли
В 1993-96 годах участвовал только в ралли Финляндии, в 1998 принял участие уже в 10 ралли. Очков в эти сезоны не набрал: лучший результат — 7 место на Ралли Индонезии 1998 и 8 место на Ралли Аргентины 1998 (также 5 сходов).
| Год  | Команда                        | Автомобиль               | 1        | 2        | 3        | 4        | 5        | 6        | 7        | 8        | 9        | 10       | 11       | 12       | 13       | 14       | 15     | 16    | Место | Очки |
| ---- | ------------------------------ | ------------------------ | -------- | -------- | -------- | -------- | -------- | -------- | -------- | -------- | -------- | -------- | -------- | -------- | -------- | -------- | ------ | ----- | ----- | ---- |
|      |                                |                          |          |          |          |          |          |          |          |          |          |          |          |          |          |          |        |       |       |      |
| 1998 | SEAT Sport                     | Разные                   | МОН 11   | ШВЕ Сход | КЕН 5    | ПОР Сход | ИСП Сход |          | АРГ Сход | ГРЕ 15   | НЗЛ 13   | ФИН 11   | ИТА Сход | АВС 11   | ВЕЛ 6    |          |        |       | 15    | 3    |
|      |                                |                          |          |          |          |          |          |          |          |          |          |          |          |          |          |          |        |       |       |      |
| 1999 | SEAT Sport                     | Разные                   | МОН 7    | ШВЕ 16   | КЕН 6    | ПОР Сход | ИСП 14   | ФРА 13   | АРГ Сход | ГРЕ Сход | НЗЛ Сход | ФИН 5    | КИТ 5    | ИТА 16   | АВС 6    | ВЕЛ 3    |        |       | 9     | 10   |
|      |                                |                          |          |          |          |          |          |          |          |          |          |          |          |          |          |          |        |       |       |      |
| 2000 | Разные                         | Разные                   |          | ШВЕ 12   |          | ПОР 4    |          |          |          |          | ФИН 3    |          |          |          |          | ВЕЛ 10   |        |       | 9     | 7    |
|      |                                |                          |          |          |          |          |          |          |          |          |          |          |          |          |          |          |        |       |       |      |
| 2001 | Разные                         | Peugeot 206 WRC          |          | ШВЕ 1    | ПОР Сход |          | АРГ Сход | КИП Сход | ГРЕ 3    | КЕН 2    | ФИН 4    | НЗЛ 3    | ИТА 11   | ФРА 7    | АВС 4    | ВЕЛ 2    |        |       | 5     | 36   |
|      |                                |                          |          |          |          |          |          |          |          |          |          |          |          |          |          |          |        |       |       |      |
| 2002 | Разные                         | Peugeot 206 WRC          | МОН Сход | ШВЕ 2    | ФРА 11   | ИСП 7    | КИП 4    | АРГ Сход | ГРЕ 4    | КЕН 2    | ФИН Сход | ГЕР Сход | ИТА 9    | НЗЛ 2    | АВС 2    | ВЕЛ 7    |        |       | 7     | 30   |
|      |                                |                          |          |          |          |          |          |          |          |          |          |          |          |          |          |          |        |       |       |      |
| 2003 | Marlboro Peugeot Total         | Peugeot 206 WRC          |          | ШВЕ Сход | ТУР Сход | НЗЛ Сход | АРГ 4    | ГРЕ 6    | КИП 2    |          | ФИН Сход | АВС 7    |          |          |          | ВЕЛ Сход |        |       | 11    | 18   |
|      |                                |                          |          |          |          |          |          |          |          |          |          |          |          |          |          |          |        |       |       |      |
| 2004 | Marlboro Peugeot Total         | Peugeot 307 WRC          |          |          | МЕК 10   | НЗЛ 5    | КИП ДСК  | ГРЕ 3    | ТУР Сход | АРГ 5    | ФИН Сход |          | ЯПО 6    | ВЕЛ 6    | ИТА Сход |          |        | АВС 2 | 8     | 28   |
|      |                                |                          |          |          |          |          |          |          |          |          |          |          |          |          |          |          |        |       |       |      |
| 2005 | Mitsubishi Motors Motor Sports | Mitsubishi Lancer WRC 05 | МОН 7    | ШВЕ 4    | МЕК 5    | НЗЛ Сход | ИТА Сход | КИП 7    | ТУР 10   | ГРЕ 6    | АРГ 5    | ФИН 7    | ГЕР 10   | ВЕЛ 4    | ЯПО 5    | ФРА 10   | ИСП 10 | АВС 2 | 7     | 39   |
|      |                                |                          |          |          |          |          |          |          |          |          |          |          |          |          |          |          |        |       |       |      |
| 2006 | Red Bull Škoda                 | Škoda Fabia WRC          |          |          |          |          | ФРА 12   |          | ИТА 20   | ГРЕ 12   |          |          |          | КИП Сход | ТУР 11   |          |        | ВЕЛ 9 | —     | 0    |

### Победы в чемпионате мира
| # | Сезон | Этап         | Штурман           | Автомобиль      |
| - | ----- | ------------ | ----------------- | --------------- |
| 1 | 2001  | Ралли Швеции | Ристо Пиетиляйнен | Peugeot 206 WRC |